# مزرعه پنجعلی کریمی
مزرعه پنجعلی کریمی یک منطقهٔ مسکونی در ایران است که در دهستان فسارود واقع شده‌است.